# شعبان (يريم)

تعديل مصدري - تعديل

شعبان محلة تابعة لقرية الخربة، التابعة لعزلة بني مسلم بمديرية يريم إحدى مديريات محافظة إب في الجمهورية اليمنية.، بلغ تعداد سكانها 113 حسب تعداد اليمن لعام 2004.